# Comin-Yanga
Comin-Yanga è un dipartimento del Burkina Faso classificato come comune, situato nella provincia  di Koulpélogo, facente parte della Regione del Centro-Est.
Il dipartimento si compone del capoluogo e di altri 34 villaggi: Baglenga, Balboudi, Bangoghin, Coewinga, Dogtenga 1, Dogtenga 2, Gagare, Gaonghin, Kakati, Kamdiokin, Karme, Kiougou-Doure, Kiougou-Kandaga, Kiougou-Namounou, Kisbouga, Kohogo, Kohogo-Peulh, Kolanga, Konzeogo-Bangane, Konzeogo-Sambila, Konzeogo-Yalgo, Lamiougou, Moaga, Pilede, Pognankoudougou-Rabogo, Sabrado, Sakango, Sakidissi, Sougoudi, Tanziega, Tire, Vohogdin, Youtenga e Zonghin.